# Julio de Caro
Julio de Caro (ur. 11 grudnia 1899 w Buenos Aires, zm. 11 marca 1980 w Mar del Plata) – argentyński muzyk tanga, kompozytor, skrzypek i dyrygent.
Zmienił muzykę tanga wprowadzając sentymentalną linię melodyczną do ostrych i marszowych wczesnych tang początku XX wieku. Nagrał ponad 400 tang.
Napisał m.in. „Boedo”, „Tierra querida”, „Colombina”, „Copacabana”, „Chiclana”, „El arranque”, „El bajel”, „El monito”, „Guardia vieja”, „La rayuela”, „Loca ilusión”, „Mala junta”, „Mala pinta”, „Mi queja”, „Moulin rouge”, „Orgullo criollo”, „Tierra querida”, „Tiny”, „Todo corazón”.